# عربيد كبير
عربيد كبير قرية سوريّة تتبع إداريّاً لمحافظة حلب منطقة دير حافر ناحية كويرس شرقي، بلغ تعداد سكانها 1,799 نسمة حسب التعداد السكاني لعام 2004.